# 南关街民居
南关街民居，位于河南省商城县南关街，这是一条老商业街，被列为“河南省文物保护单位”。

## 简介
南关街是一条老商业街，长度约280多米，有较完整的清朝末年商铺及民居建筑群，主要建筑是青砖灰瓦硬山顶砖木结构。2008年，河南省人民政府公布“南关街民居”为第五批河南省文物保护单位，其中包括53处单体文物建筑以及4处院落，还划定并公布文物保护范围及建设控制地带。
2012年6月，商城县人民政府开始了南关旧城改造工程，商城县县长亲自担任工程指挥部指挥长，编制《商城县南关街民居保护和环境整治设计方案》，经河南省文物局批复同意，其中规定了南关街民居的保护措施。但是在旧城改造工程中，该方案没有获得实施，工程建设单位及施工方违法整体拆除南关街民居，并用现代建筑材料取代了原建筑材料及建筑构件，建成钢筋水泥结构的所谓“仿古商业街”。
2016年，河南省文物局报告国家文物局，南关街民居在商城县南关旧城改造工程中被整体拆除。2016年8月27日，国家文物局派出督察组，会同河南省文物局到商城县现场督察。河南省文物局还报告了河南省人民政府，国家文物局督察组建议由信阳市人民政府依法调查处理。2016年8月30日，国家文物局公布“文物法人违法案件专项整治行动（2016-2018）”第一批督办案件共4起，河南省商城县省级文物保护单位南街民居被整体拆除案位居第二。